# Polyplocia orientalis
Polyplocia orientalis is een haft uit de familie Euthyplociidae. De wetenschappelijke naam van de soort is voor het eerst geldig gepubliceerd in 2003 door Nguyen & Bae.
De soort komt voor in het Oriëntaals gebied.